# Zargarān-e Soflá
Zargarān-e Soflá (persiska: زرگران سفلى) är en ort i Iran.   Den ligger i provinsen Lorestan, i den centrala delen av landet, 300 km sydväst om huvudstaden Teheran. Zargarān-e Soflá ligger 1 475 meter över havet och antalet invånare är 249.
Terrängen runt Zargarān-e Soflá är varierad. Runt Zargarān-e Soflá är det ganska tätbefolkat, med 86 invånare per kvadratkilometer. Närmaste större samhälle är Dorūd, 19,4 km sydost om Zargarān-e Soflá. Omgivningarna runt Zargarān-e Soflá är i huvudsak ett öppet busklandskap.